# ラヴ・ゴーズ
『ラヴ・ゴーズ』（Love Goes）は、2020年にリリースされたサム・スミスの3枚目のスタジオ・アルバムである。

## 概要
元々は『トゥー・ダイ・フォー』というアルバムタイトルで同年5月1日に発売が予定されていたが、新型コロナウィルスの世界的流行を受け、発売延期の上で現在のタイトルに変更された。

## 収録曲
1. ヤング
2. ダイアモンズ
3. アナザー・ワン
4. マイ・オアシス feat.バーナ・ボーイ
5. ソー・シリアス
6. ダンス (ティル・ユー・ラヴ・サムワン・エルス)
7. フォー・ザ・ラヴァー・ザット・アイ・ロスト
8. ブレイキング・ハーツ
9. フォーギヴ・マイセルフ
10. ラヴ・ゴーズ feat.ラビリンス
11. キッズ・アゲイン
12. ダンシング・ウィズ・ア・ストレンジャー with ノーマニ
13. ハウ・ドゥ・ユー・スリープ?
14. トゥ・ダイ・フォー
15. アイム・レディ feat.デミ・ロヴァート
16. ファイアー・オン・ファイアー
17. プロミセズ with カルヴィン・ハリス
18. ソーバー
19. ローレル・キャニオン
20. フィックス・ユー（ライヴ）